# SLAMPP
SLAMPP es una distribución Linux genérica que puede bootear directamente desde un CD-ROM, también opcionalmente puede instalarse sobre un disco rígido local. Está diseñada para usarse como "servidor hogareño instantáneo". Similar a otros "Linux LiveCDs", SLAMPP le ofrece al nuevo usuario de Linux la posibilidad de experimentar con un sistema operativo distinto de Windows, sin riesgo de cambiar o reconfigurar el sistema existente del usuario. SLAMPP tiene herramientas preconfiguradas y aplicaciones que permiten a una computadora personal funcionar  como un servidor.te gusta tu mamá adiós

## Sistemas
Está desarrollada utilizando como base a SLAX, y con los paquetes de Slackware. Para compilar todo en un LiveCD, Se utilizaron Linux Live scripts.

## Ediciones
En este momento existen dos ediciones de SLAMPP.
1. SLAMPP, el cual contiene un ambiente de servidor completo, usa Webmin para la administración de servidor y tiene algunas aplicaciones ofimáticas y de multimedia.
2. SLAMPP Lite, es una versión liviana de SLAMPP. Está soportada por XAMPP.

## Características
- Transforma a una computadora personal en un servidor hogareño instantáneamente el cual provee soporte a protocolos comunes, tal como: HTTP/HTTPS, FTP, POP, IMAP, SMTP, SSH, DHCP, Squid, etc
- La habilidad de agregar fácilmente herramientas y aplicaciones adicionales en forma de módulos. Cada módulo nuevo será integrado durante el proceso de booteo.
- Webmasters y desarrolladores web pueden usar SLAMPP para mostrar su trabajo a otros. Para soportar esta característica se proveen en el LiveCD scripts especiales. Solo se necesita quemar todos estos archivos en el CD y SLAMPP se encargará del problema restante.
- Usa núcleo Linux 2.6
- Todos los cambios de configuración y opciones que se hacen durante su utilización pueden almacenarse en el disco rígido y restaurados en la siguiente sesión.
- Puede instalarse en el disco rígido para acceder al servidor permanentemente.
- Equipado con firewall, antivirus y contiene software de escaneo.
- Usa slapt-get, autopackage y swaret como herramienta de manejo de paquetes y Xfce como escritorio.